# Кржемелик и Вахмурка
Кржеме́лик и Ва́хмурка (чеш. Křemílek a Vochomůrka) — сказочные лесные человечки (чеш. skřítci или скршитцы), герои чехословацкого мультипликационного сериала «Сказки мхов и папоротников» (чеш. Pohádky z mechu a kapradí).

## История
Обоих персонажей придумал чехословацкий детский писатель Вацлав Чтвртек (чеш. Václav Čtvrtek). В русском переводе фильм известен как «Сказки лесных человечков». Также, в результате перевода, чешское имя Крже́милек (чеш. Křemílek) было преобразовано в Кржеме́лик, а Во́хомурка (чеш. Vochomůrka) — в Ва́хмурка.

## Эпизоды
Сериал состоит из трёх сезонов, выпущенных в 1968, 1970 и 1972 годах. Каждый сезон состоит из 13 эпизодов, причём все серии 1-го сезона были чёрно-белыми, и они не были переведены на русский язык.

Русский дубляж: Александр Котов, Ирина Маликова (2-3 сезоны) (2003 год).
| №                   | Русское название                                                | Оригинальное название                                     |
| Первый сезон (1968) | Первый сезон (1968)                                             | Первый сезон (1968)                                       |
| ------------------- | --------------------------------------------------------------- | --------------------------------------------------------- |
| 01                  | Как Кржемелик и Вахмурка перевели часы с одной стрелкой         | Kterak seřídili hodiny s jednou ručičkou                  |
| 02                  | Как Кржемелик и Вахмурка открыли родник                         | Otvírání studánky                                         |
| 03                  | Как Кржемелик и Вахмурка опылили землянику                      | Kterak pudrovali jahody                                   |
| 04                  | Как Кржемелик и Вахмурка зажгли огненного человечка             | Jak rozškrtli ohnivého mužíčka                            |
| 05                  | Как Кржемелик и Вахмурка испекли пирог                          | Jak pekli a upekli koláč                                  |
| 06                  | Как Кржемелик и Вахмурка получили от рака стёклышко             | Jak dostali račí sklíčko                                  |
| 07                  | Как Кржемелик и Вахмурка угощали мышь                           | Jak hostili myšáka                                        |
| 08                  | Как Кржемелик и Вахмурка порвали струну на солнечном контрабасе | Jak rozbili medákovi sluníčkovou basu                     |
| 09                  | Как Кржемелик и Вахмурка нашли клад                             | Jak našli poklad                                          |
| 10                  | Как Кржемелик и Вахмурка везли на санях яйцо                    | Jak vezli na sáňkách vejce                                |
| 11                  | Как Кржемелик и Вахмурка пекли каштаны                          | Kterak pekli kaštany                                      |
| 12                  | Как Кржемелик и Вахмурка привели домой огневую фею              | Jak přivedli domů světýlkovou vílu                        |
| 13                  | Как Кржемелик и Вахмурка пели колядки                           | Jak zpívali koledu                                        |
| Второй сезон (1970) |                                                                 |                                                           |
| 14                  | Как Кржемелик и Вахмурка посадили семечко                       | Jak Křemílek a Vochomůrka zasadili semínko                |
| 15                  | Как Кржемелик и Вахмурка варили чай из шиповника                | Jak Křemílek a Vochomůrka vařili šípkový čaj              |
| 16                  | Как Кржемелик и Вахмурка сделали часы с упрямой кукушкой        | Jak Křemílek a Vochomůrka měli hodiny se zlou kukačkou    |
| 17                  | Как Кржемелик и Вахмурка шили штанишки                          | Jak Křemílek a Vochomůrka šili kalhoty                    |
| 18                  | Как Кржемелик и Вахмурка не узнали, что случилось               | Jak Křemílek a Vochomůrka nevěděli, co se děje            |
| 19                  | Как Кржемелик и Вахмурка оказались под водой                    | Jak Křemílka a Vochomůrku málem popadl drak               |
| 20                  | Как Кржемелик и Вахмурка натерпелись от злого рака              | Jak Křemílek a Vochomůrka měli trápení s rakem            |
| 21                  | Как Кржемелик и Вахмурка заблудились в грибном лесу             | Jak Křemílek a Vochomůrka zabloudili v bedlovém lese      |
| 22                  | Как Кржемелик и Вахмурка корчевали пень                         | Jak šel Křemílek a Vochomůrka na pařezy                   |
| 23                  | Как Кржемелик и Вахмурка не попробовали повидло                 | Jak si Křemílek a Vochomůrka ani nelízli povidel          |
| 24                  | Как Кржемелик и Вахмурка играли для маленькой феи               | Jak Křemílek a Vochomůrka hráli maličké víle              |
| 25                  | Как Кржемелик и Вахмурка ели кашу                               | Jak Křemílek a Vochomůrka jedli kaši                      |
| 26                  | Как Кржемелик и Вахмурка поселились с двумя красивыми девушками | Jak Křemílek a Vochomůrka přišli ke dvěma pěkným panenkám |
| Третий сезон (1972) |                                                                 |                                                           |
| 27                  | Как Кржемелик и Вахмурка ходили за первым весенним лакомством   | Jak Křemílek a Vochomůrka šli pro první jarní pochutnání  |
| 28                  | Как Кржемелик и Вахмурка догоняли контрабас                     | Jak Křemílek a Vochomůrka honili basu                     |
| 29                  | Как Кржемелик и Вахмурка поздоровались с мышкой Филипкой        | Jak Křemílek a Vochomůrka pozdravili myšku Filipku        |
| 30                  | Как Кржемелик и Вахмурка нашли под сосной скрипку               | Jak Křemílek a Vochomůrka našli pod borůvkou housličky    |
| 31                  | Как Кржемелик и Вахмурка смастерили качели                      | Jak si Křemílek a Vochomůrka udělali houpačku             |
| 32                  | Как Кржемелик и Вахмурка причесали фею                          | Jak Křemílek a Vochomůrka učesali vílu                    |
| 33                  | Как Кржемелик и Вахмурка везли четыре больших камня             | Jak Křemílek s Vochomůrkou vezli čtyři velké kameny       |
| 34                  | Как Кржемелик и Вахмурка высиживали птенцов                     | Jak Křemílek a Vochomůrka seděli na vajíčkách             |
| 35                  | Как Кржемелик и Вахмурка мучились с дроздом                     | Jak Křemílek a Vochomůrka měli trápení s drozdem          |
| 36                  | Как Кржемелик и Вахмурка стреляли из пушки                      | Jak Křemílek a Vochomůrka vystřelili z kanonu             |
| 37                  | Как Кржемелик и Вахмурка затопили печь только со второй спички  | Jak Křemílek s Vochomůrkou zatopili až druhou sirkou      |
| 38                  | Как Кржемелик и Вахмурка искали пять монет                      | Jak Křemílek a Vochomůrka hledali pět peněz               |
| 39                  | Как Кржемелик и Вахмурка сделали великану дудку                 | Jak Křemílek a Vochomůrka udělali obrovi píšťalku         |

## Факты
- Шестой эпизод 2-го сезона («Как Кржемелик и Вахмурка оказались под водой») в оригинальной версии называется «Jak Křemílka a Vochomůrku málem popadl drak» (дословно: «Как Кржемелика и Вахмурку чуть не поймал дракон»). Названия остальных серий на русский язык переведены почти дословно.
- Помимо того, что, начиная со второго сезона, мультсериал стал цветным, появилась и другая особенность второго и третьего сезонов — в названии каждой серии упомянуты имена главных героев («Как Кржемелик и Вахмурка…»), чего не было в первом сезоне. Однако сами главные герои так и остаются чёрно-белыми на протяжении всего сериала.

## Колоризация
В 2014—2017 годах семь эпизодов первого сезона были колоризованы и показаны на чешском телевидении в 2018 году в честь 50-летия сериала.